# Trần Đức Tiến
Trần Đức Tiến, sinh năm 1953, quê ở làng Cao Đà, xã Nhân Mỹ, huyện Lý Nhân, tỉnh Hà Nam, là một nhà văn Việt Nam.
Tốt nghiệp Đại học Kinh tế Quốc dân Hà Nội năm 1975.
Ông ở Hà Nội từ năm 1970 đến cuối năm 1986 thì cùng gia đình chuyển vào tỉnh Bà Rịa - Vũng Tàu. Hiện nay, ông đang sống và viết ở Vũng Tàu.

## Tiểu sử

Nhà văn Trần Đức Tiến

Nhà văn Trần Đức Tiến sinh ngày 2 tháng 5 năm 1953 tại làng Cao Đà, xã Nhân Mỹ, huyện Lý Nhân, tỉnh Hà Nam. Ông từng học ở trường làng rồi vào học chuyên Văn ở ngôi trường chuyên danh tiếng của thành phố Nam Định - Trường Lê Hồng Phong . Quãng thời gian còn đi học, ông từng là học sinh giỏi môn Văn của tỉnh và từng đoạt giải Ba cuộc thi học sinh giỏi văn toàn miền Bắc. Sau đó, ông lên Hà Nội học đại học. Sau khi tốt nghiệp đại học, ông làm trong ngành thống kê đến năm 1989 thì chuyển sang công tác ở Hội Văn học nghệ thuật tỉnh Bà Rịa - Vũng Tàu.
Ông là Chủ tịch Hội Văn học nghệ thuật tỉnh Bà Rịa - Vũng Tàu, kiêm Tổng Biên tập Tạp chí Văn nghệ Bà Rịa - Vũng Tàu từ năm 1998 đến 2007.
Hội viên Hội Nhà văn Việt Nam từ năm 1996.
Ủy viên Hội đồng Văn xuôi Hội Nhà văn Việt Nam khóa 7 (2005-2010). Ủy viên Ban Chấp hành Hội Nhà văn Việt Nam khóa 8 (2010-2015). Trưởng ban Văn học thiếu nhi Hội Nhà văn Việt Nam khóa 9 (2015-2020). Chi hội trưởng Chi hội Nhà văn Việt Nam khu vực miền Đông Nam bộ các khóa 7, 8, 9.

## Tác phẩm đã xuất bản

### Văn xuôi
- Linh hồn bị đánh cắp (tiểu thuyết, 1990 - in lại 2006)
- Bụi trần (tiểu thuyết, 1992 - in lại 2004, 2006)
- Bão đêm (tập truyện ngắn, 1993)
- Mười lăm năm mưa xói (tập truyện ngắn, 1997)
- Tuyệt đối yên tĩnh (tập truyện ngắn, 2004)
- Lỏng và tuột (tập truyện ngắn, 2010)
- Truyện ngắn chọn lọc Trần Đức Tiến (2015)
- Thả hy vọng (tản văn, 2015) 
- Chờ bay (tản văn, 2018)...

### Sáng tác cho thiếu nhi
- Giọt sương đêm
- Vương quốc vắng nụ cười (tập truyện thiếu nhi, 1993)
- Dế mùa thu (tập truyện thiếu nhi, 1997)
- Thằng Cúp (tập truyện thiếu nhi, 2001)
- Làm mèo (truyện vừa thiếu nhi, 2003)
- Trăng vùi trong cỏ (tập truyện thiếu nhi, 2006)
- Trần Đức Tiến - Những truyện hay viết cho thiếu nhi (2013)
- Trên đôi cánh chuồn chuồn (tập truyện thiếu nhi, 2015) 
- Xóm Bờ Giậu (tập truyện thiếu nhi 2018 - tái bản năm 2020) ...
- Alô!... Cậu đấy à? (tập truyện thiếu nhi, 2022)

## Giải thưởng
- Giải thưởng Hội Nhà văn Việt Nam năm 2010 cho tập truyện Lỏng và tuột 
- Giải nhì truyện ngắn tạp chí Văn nghệ Quân đội (năm 1987 và 1990)
- Giải nhất truyện ngắn báo Người Hà Nội (1986)
- Giải nhất cuộc thi Tiểu thuyết và truyện ngắn của Nhà xuất bản Hà Nội (1993)
- Giải B của Ủy ban Toàn quốc Liên hiệp các Hội Văn học nghệ thuật Việt Nam (2004)
- Giải nhất viết cho thiếu nhi của Hội Nhà văn và Bộ Giáo dục - Đào tạo (2005) 
- Giải nhất cuộc vận động sáng tác văn học cho thiếu nhi do Nhà xuất bản Kim Đồng, Hội Nhà văn Hà Nội và Hội Nhà văn Đan Mạch tổ chức và nhiều giải thưởng khác...
- "Xóm Bờ Giậu" được trao Giải thưởng Sách Quốc gia 2019 (Giải B) ...
- Giải HIệp sĩ Dế Mèn năm 2023 của Báo Thể thao và Văn hóa ...

## Đọc tác phẩm của nhà văn Trần Đức Tiến trực tuyến
| Thiếu nhi | Tản văn | Truyện ngắn |
| - Chiếc áo Tết của bé Lưu trữ ngày 25 tháng 2 năm 2020 tại Wayback Machine - Từ ngọn cây xuống gốc cây - Mèo nhà và mèo hoang - Tập truyện "Những truyện hay viết cho thiếu nhi"(nghe đọc) - Ốc mượn hồn Lưu trữ ngày 25 tháng 2 năm 2020 tại Wayback Machine | - Chờ bay - Bầy khỉ - Biển - Trầm - Giấc ngủ và hư danh - Già Lưu trữ ngày 30 tháng 5 năm 2016 tại Wayback Machine | - Mưa ở V. - Phất thủ liệu pháp Lưu trữ ngày 29 tháng 3 năm 2015 tại Wayback Machine - Biến hình - Thiếu phụ răng đen (nghe đọc - truyện hiện không còn theo link dẫn) - Tuyệt đối yên tĩnh |
| | | |

## Một số bìa sách đã xuất bản của nhà văn Trần Đức Tiến
|  |  |  |  |
|  |  |  |  |